# Леовський район
Леовський район або Леова (рум. Leova) — район у західній Молдові. Адміністративний центр — Леова.
Розташований біля кордону з Румунією. Також межує (за годинниковою стрілкою) з Гинчештським і Чимішлійським районами, Гагаузією та Кантемірським районом.
Національний склад населення згідно з Переписом населення Молдови 2004  та 2014 років.
| етнічна група     | 2004           | 2004     | 2014           | 2014     |
| етнічна група     | кількість осіб | Частка,% | кількість осіб | Частка,% |
| ----------------- | -------------- | -------- | -------------- | -------- |
| молдовани/румуни  | 44 144         | 86,46    | 39 458         | 88,27    |
| болгари           | 3 804          | 7,45     | 3 049          | 6,82     |
| українці          | 1 245          | 2,44     | 850            | 1,90     |
| росіяни           | 1 167          | 2,29     | 735            | 1,64     |
| ґаґаузи           | 432            | 0,85     | 302            | 0,68     |
| цигани            | 105            | 0,21     | 116            | 0,26     |
| поляки            | 9              | 0,02     | ...            | ...      |
| євреї             | 8              | 0,02     | ...            | ...      |
| інші / не вказали | 142            | 0,28     | 192            | 0,43     |
| Всього            | 51 056         | 100      | 44 702         | 100      |

Повсякденна мова мешканців району (2014):
| Мови                 | кількість осіб | Частка,% |
| -------------------- | -------------- | -------- |
| молдовська/румунська | 39 328         | 87,98    |
| російська            | 2 957          | 6,61     |
| болгарська           | 1 771          | 3,96     |
| інші                 | 217            | 0,49     |
| не вказали           | 429            | 0,96     |
| всього               | 44 702         | 100      |